# Susacon

Localização de Susacon no departamento de Boyacá.

Susacon é um município no departamento de Boyacá, na Colômbia.